# Tyranneau de Berlepsch
Zimmerius petersi
Cet article concerne le Tyranneau de Berlepsch (Zimmerius petersi). Pour le Tyranneau de Berlepsch (Serpophaga munda), voir Tyranneau à ventre blanc.
Espèce
Synonymes
- Zimmerius improbus petersi
- Tyranniscus improbus petersi
- Tyranniscus vilissimus petersi
- Zimmerius vilissimus petersi[1],[2]

Statut de conservation UICN

 LC  : Préoccupation mineure
Le Tyranneau de Berlepsch (Zimmerius petersi), aussi appelé Tyranneau de Peters, est une espèce de passereaux de la famille des Tyrannidae,,.

## Distribution
Cet oiseau vit dans la cordillère côtière du nord du Venezuela (du sud de l'État de Lara vers l'est jusqu'à celui de Miranda),,.

## Systématique
Cette espèce est monotypique selon la classification de référence du Congrès ornithologique international (version 9.1, 2019). Les travaux de Frank E. Rheindt et al. sur leur génome mitochondrial, publiés en 2013, ont entraîné une importante modification de la classification des espèces et sous-espèces des oiseaux du genre Zimmerius, jusqu'alors principalement basée sur des caractéristiques morphologiques. Alors que ces modifications ont été entérinées par le Congrès ornithologique international, faisant ainsi de Zimmerius petersi une nouvelle espèce, plusieurs bases de données le considèrent comme une sous-espèce du Tyranneau trompeur (Zimmerius improbus), sous le nom de Zimmerius improbus petersi. Comme Zimmerius improbus a lui-même été séparé du Tyranneau gobemoucheron (Zimmerius vilissimus) et considéré par le COI comme une espèce à part après les travaux de Ridgely & Tudor (1994), de Hilty (2003), de John W. Fitzpatrick (2004) et de Rheindt et al. (2013), ce que certaines bases de données n'ont pas encore entériné en 2109, l'espèce Zimmerius petersi est également connue sous le nom de Zimmerius vilissimus petersi,,,.